# Pernilla Wahlgren
Pernilla Wahlgren (Gustavsberg, 1967. december 24. –) svéd énekesnő és színésznő.

## Lemezei
- 1985 – Pernilla Wahlgren
- 1986 – Attractive
- 1987 – Pure Dynamite
- 1989 – Flashback
- 1992 – I Myself And Me
- 1995 – Flashback Number Four (válogatás)
- 1995 – Pernilla Wahlgren (az 1985-ös lemez új kiadása)
- 2006 – Beautiful Day
- 2012 – Holiday with You